# ديف بيرد
ديف بيرد (بالإنجليزية: Dave Bird)‏ (26 ديسمبر 1984 في المملكة المتحدة - ) هو لاعب كرة قدم بريطاني في مركز الوسط. لعب مع نادي كيدرمينستر هاريرز لكرة القدم ونادي غلوستر سيتي ونادي تشيلتنهام تاون لكرة القدم وCinderford Town A.F.C. ‏.

## وصلات خارجية
- ديف بيرد على موقع قاعدة بيانات كرة القدم.إي يو (الإنجليزية)
- ديف بيرد على موقع Soccerbase.com (لاعب) (الإنجليزية)